# 水原一平
水原 一平（みずはら いっぺい、1984年12月31日 - ）は、日本の元通訳者。2017年から2024年まで大谷翔平の専属通訳を務めていた。現在ペンシルバニア州連邦刑務所に収監中。

## 経歴

### 生い立ち
6歳まで北海道苫小牧市で過ごし、1991年に和食料理人の父・英政がロサンゼルスで板前を始めたことを機にアメリカ合衆国へ移住。

### 学生時代
ロサンゼルス郡東部ダイアモンドバーのシャパラル中学（Chaparral Middle School）、ダイアモンドバー高等学校に通学した。高校ではサッカー部とバスケットボール部に所属。サッカー部では控えのゴールキーパーであった。
2007年にカリフォルニア大学リバーサイド校を卒業と報じられていたが、2024年3月に同校はNBCロサンゼルス局の取材に対し、「彼が通っていた記録はない」と回答したと報じられた。

### 通訳者として
ロサンゼルス・ドジャースに所属していた野茂英雄の活躍によってMLBに興味を持ち、2012年2月のスプリングトレーニングが始まる前に岡島秀樹の専属通訳としてニューヨーク・ヤンキースに採用されたが、岡島が仮契約中に行われたフィジカルチェックにおいて左肩に異常が見つかり、身体検査をパスできず契約解除となったことに伴い、2012年2月17日に水原の契約も解除された。しかし、有料スポーツ専門サイトのジ・アスレチックは、エンゼルスのメディアガイドには、「水原氏はレッドソックス後の2012年のスプリングトレーニング中、ヤンキースで岡島の通訳を続けた」とあり、後に経歴について疑問を投げかけていた。また、レッドソックス時代に岡島秀樹の通訳を務めたと言われていたが、レッドソックスは2024年3月22日に「ミズハラがいかなる形でも球団のために働いていたことはない」と否定する声明を発表した。
その後は帰国し、2012年からは北海道日本ハムファイターズの球団通訳となり、日本ハムに所属する外国人選手の通訳や生活のサポートを務めた。選手たちに「連絡があったらすぐ駆けつける」と約束し、選手の家族にまで配慮を行い、ミッチ・ライブリーやクリス・マーティン、マイケル・クロッタなどといった、外国人選手の厚い信頼を得ることになった。
日本人選手からも好かれており、「一平ちゃん」との愛称で呼ばれた。また、陽岱鋼（当時日本ハム所属）とは特に仲が良く、たびたびキャッチボール相手を頼まれた。
マスメディアによる外国人選手たちへの取材に協力的で、記者たちから好評であった。

### 大谷翔平の専属通訳として
2017年オフに日本ハムに所属していた大谷翔平がロサンゼルス・エンゼルスへ移籍したことに伴い、大谷の専属通訳としてエンゼルスに所属。通訳以外にも運転手やキャッチボールの相手など、公私にわたり大谷をサポートしていた。
「大谷のスケジュールはとても特殊であり、大谷のキャッチボール相手が周りにいないときもある。その際に私が進み出てキャッチボールをする」と話した。
MLBへ所属した日本人選手の中には、クラブハウス（選手たちの控え室）で孤立してしまう者もいたことを耳にしており、大谷を孤立させないように注力した。エンゼルスの選手たちが、あるスマートフォンゲームで遊んでいることに着目し、大谷がそれをダウンロードして仲間に加わった。その3年後の2021年の取材時点でも、水原たちはそのゲームを楽しんでいた。
2018年には1月から11月14日時点まで大谷と毎日顔を合わせており、オールスターゲーム期の休暇にはユニバーサル・スタジオ・ハリウッドへ同行した。
2018年から2019年春にかけて大谷が故障から復帰するまでの期間には、大谷と冗談を言い合ったり、スマートフォンゲーム『クラッシュ・ロワイヤル』を一緒に遊ぶなどしてリラックスさせた。クラブハウス管理人のエンゼルは「水原が大谷をすごく助けてくれている。だから精神的にも良い状態だったと思う」と語った。
2020年2月に大谷が米国での自動車運転免許を取得した後も、大谷が運転する際には助手席に同乗した。
2021年に大谷がMLBオールスターゲームの前夜祭となるホームランダービーに出場した際には、捕手役を務めた。独身の大谷が誰とともに登場するのか注目された同日のレッドカーペットショーは、ともに歩いた。11月22日、エンゼルスから「MVI」（最優秀通訳）に選出された。
2021年オフのMLBの労使協定交渉に伴うロックアウト中、選手と球団職員の接触ができなくなることからエンゼルスを一時退職したが、3月10日の協定締結後に球団へ復職している。
大谷も参加した2023年の第5回ワールド・ベースボール・クラシックでは、広報を兼任する堀江慎吾とともに日本代表のチーム通訳の役目も担った。また、初の日系人の代表選手となったラーズ・ヌートバーの招聘の際には、栗山英樹監督からの連絡役や通訳も担った。同大会の優勝会見時に、ヌートバーは「監督、コーチ、素晴らしいチームメイトと一緒にできて良かったですし、誘っていただいたイッペイにも感謝しています」と水原に対しても感謝の言葉を述べている。なお、この通訳自体も水原が担当し、自ら「イッペイに感謝」という言葉を発したことで周囲は笑いに包まれた。
2023年12月、大谷のロサンゼルス・ドジャースへの移籍に伴い、ドジャースに移籍。2024年3月20日、後述の不祥事によりドジャースを解雇された。

### MLB球団退団後
2024年6月にロサンゼルス周辺でUber Eatsの配達員として働いている様子が目撃されたことを現地メディアが報じた。NBCロサンゼルスのUber Eatsへの取材に対して、Uber Eatsの広報担当者が「水原は数年前から配達員を務めていたが、係争中のため配達を禁止された」と回答したことを報じている。

## 不正送金・銀行詐欺事件
2024年3月20日、開幕戦の直後にドジャースを解雇された。複数のアメリカメディアは違法賭博（スポーツ賭博）に関与したと報道した。また、大谷の銀行口座から少なくとも450万ドル（約6億8000万円）が送金され、大谷の弁護士が水原を「ブックメーカーでの賭博目的で大谷の資金を大量に盗んだ」として告発したとの報道もある。水原は19日のESPNのインタビューに「違法の認識がなかった」「翔平は賭博には全く関与していない」とし、当初はギャンブルによる借金の肩代わりを大谷に求めた際に、「明らかに大谷は本件に満足しておらず、二度とこのようなことをしないように私を助けると言った」と主張していた。
水原は、多額の負債により「生活費をやりくりするのも大変で、その日暮らしの毎日。彼（大谷）のライフスタイルに合わせなければならなかったから」と述べ、2023年に借金が400万ドル（約6億400万円）を超えた時点で初めて大谷に助けを求めたとした。違法賭博を始めたとされている2021年時点の水原の年俸は約8万5000ドル（約1300万円）で、翌年末には100万ドル（約1億5100万円）の損失が生じていたと報じられている。
同年4月12日、連邦検察は銀行詐欺容疑で水原を刑事訴追したと発表した。大谷選手が不正に関与していたことを示す証拠はなく、記者会見した検事は「大谷選手は被害者と強調したい」と述べた。検察によると、水原は大谷の銀行口座の設定を変更し自身の携帯電話などとつながるよう細工し、口座から不正送金した。送金承認のため、大谷を装って銀行に電話したことも録音から確認された。同日、ロサンゼルスの連邦地裁に出廷。拘束された後、保釈保証金2万5000ドルで保釈が認められた。保釈の条件には他に、ギャンブル依存症の治療を受けること、ギャンブラーやブックメーカー、さらに被害者である大谷に接触しないことも含まれている。
5月8日、司法取引（答弁取引）に応じ、銀行詐欺と虚偽の納税申告の罪状を認めた。加えて、被害額全額を返済することや、追徴課税約114万ドルを支払うことも求められた。また、同日公開された裁判資料から「歯の治療」名目で大谷から6万ドルの小切手をだまし取っていたことが新たに明らかになった。大谷から小切手を受領した水原は、実際には大谷の口座にひも付いたデビットカードで無断で治療費を支払っており、小切手の6万ドルは自身の口座に入金して着服していた。
5月9日、映画スタジオのライオンズゲートは本事件をテーマとしたテレビドラマシリーズを制作することを発表した。ドラマ制作チームのアルバート・チェンは「これはピート・ローズ以来、メジャーリーグベースボール最大のスポーツ賭博スキャンダルであり、その中心にいるのはMLBがワゴン車に乗せた最大のスター選手だ。私たちは信頼、裏切り、富と名声の罠の物語の核心に迫る」とコメントしている。
その後の裁判を通じて、検察は水原が賭博胴元を通じて2021年9月から2024年1月までで最低でも1万9000回賭けたこと。また、司法局は累計勝ち額が最低でも1億4225万6769ドル、累計負け額が最低でも1億8293万5206ドルに達していたこと。胴元へ支払い義務は、差し引き4067万8436ドル（約63億円）であったことを明らかにした。
2025年2月6日、カリフォルニア州連邦地裁で判決公判が行われ、地検の求刑通り禁錮4年9月が言い渡された。大谷への賠償金約1700万ドル（約26億円）の支払いも命じられた。
当初は同年3月24日までに裁判所に出頭し収監される予定だったが弁護側の要請で2度延期された。収監期限だった6月16日、水原がペンシルベニア州の連邦刑務所に収監されたと連邦刑務所局が明らかにした。

## 人物
水原は、大谷との親密な関係で野球ファンの間で人気を博していた。ブルペンでのキャッチボールや試合前のウォーミングアップで一緒にキャッチボールをするなど、通訳以外の場面でも頻繁に大谷をサポートしていた。2021年のMLBホームランダービーでは、水原は大谷の捕手を務めた。
2024年2月3日にドジャース移籍後、初めてファンフェスタに登場した大谷はトークショーで水原とともに登壇し、インタビュアーから「一平さんとの関係はどうですか?」と問われると、少し間を置いて、笑いながら日本語で「ここはもうビジネスの関係なので、友達ではないです（笑）。割り切って付き合ってます」と答えた。
ESPNの取材に対し、水原は大谷を「兄弟のような」と表現していた。

## 家族
水原家
- 父・英政 - 北海道苫小牧市出身で実家が寿司屋を営んでいたことから、家の仕事を手伝いながら調理師免許を取得、32歳のときに家族とともにロサンゼルス近郊のダイヤモンド・バーへ移住し、以来付近の複数の日本料理店で腕を振るう[56]。2016年から2018年にかけて北海道日本ハムファイターズがアリゾナキャンプを実施した際に、一平を通じて日ハムから打診を受け、日ハムの食事面のサポートを務めたことがある[56][57]。2024年時点ではカルフォルニア州コスタメサにある居酒屋「HACHI」に勤務している。学生時代はアイスホッケーと野球の二刀流アスリートとして、アメリカ留学中にロサンゼルス・タイムスに取り上げられたことがある[58]。
- 妻 - 2018年に結婚している[59][注 4]。同年、大谷から結婚のお祝いとして全額負担の新婚旅行のチケットを贈られている[59]。水原は「今回のオフの期間は短くて、行けるか分からないが、本当にうれしかった。1年前の出発の時にも機内でサプライズで結婚を祝ってもらった」と述べている[59]。